# 岸野伊太郎
岸野 伊太郎（きしの いたろう、1880年〈明治13年〉2月16日 - 没年不明）は、日本の政治家、地主。

## 人物
東京府・伊平の長男。農業を営む。1917年に西巣鴨町会議員となり、1期満了、2期再選する。1920年、国勢調査委員に任命される。
出納監査委員、西巣鴨町教育会評議員、上睦会会長、西巣鴨第四部青年団副団長、氷川神社氏子総代である。宗教は日蓮宗。住所は東京市豊島区池袋2丁目。

## 家族
岸野家

岸野家について『豊島区大総覧 2597年版』によると、
- 父・伊平[1]
- 弟・菊三郎[1]（高知堂、文房具商）
- 妻[1]
- 養嗣子[1]
- 長女[1]